# Панамериканский чемпионат по дзюдо 2018
Панамериканский чемпионат по дзюдо 2018 года прошёл в городе Сан-Хосе (Коста-Рика) 20 — 21 апреля.

## Медалисты

### Мужчины
| Категория               | Золото                        | Серебро                                       | Бронза                                       |
| ----------------------- | ----------------------------- | --------------------------------------------- | -------------------------------------------- |
| Суперлёгкая (до 60 кг)  | Ленин Прециадо · Эквадор      | Роберто Альментарес · Куба                    | Адонис Диас · США                            |
| Суперлёгкая (до 60 кг)  | Ленин Прециадо · Эквадор      | Роберто Альментарес · Куба                    | Яндри Торрес · Куба                          |
| Полулёгкая (до 66 кг)   | Осниэль Солис · Куба          | Даниел Карнин · Бразилия                      | Рикардо Вальдеррама · Венесуэла              |
| Полулёгкая (до 66 кг)   | Осниэль Солис · Куба          | Даниел Карнин · Бразилия                      | Райан Варгас · США                           |
| Лёгкая (до 73 кг)       | Антуан Бушар · Канада         | Магдиэль Эстрада · Куба                       | Николас Дельпополо · США                     |
| Лёгкая (до 73 кг)       | Антуан Бушар · Канада         | Магдиэль Эстрада · Куба                       | Алонсо Вонг · Перу                           |
| Полусредняя (до 81 кг)  | Антуан Валуа-Фортье · Канада  | Медиксон дель-Орбе · Доминиканская Республика | Адриан Гандия · Пуэрто-Рико                  |
| Полусредняя (до 81 кг)  | Антуан Валуа-Фортье · Канада  | Медиксон дель-Орбе · Доминиканская Республика | Эдуардо Юди Сантос · Бразилия                |
| Средняя (до 90 кг)      | Иван Фелипе Сильва · Куба     | Эшли Гомес · Куба                             | Кольтон Браун · США                          |
| Средняя (до 90 кг)      | Иван Фелипе Сильва · Куба     | Эшли Гомес · Куба                             | Роберт Флорентино · Доминиканская Республика |
| Полутяжёлая (до 100 кг) | Леонардо Гонсалвес · Бразилия | Льюис Медина · Доминиканская Республика       | Хосе Арментерос · Куба                       |
| Полутяжёлая (до 100 кг) | Леонардо Гонсалвес · Бразилия | Льюис Медина · Доминиканская Республика       | Л. А. Смит · США                             |
| Тяжёлая (свыше 100 кг)  | Фредди Фигуэра · Эквадор      | Гектор Бермудес · Аргентина                   | Энди Гранда · Куба                           |
| Тяжёлая (свыше 100 кг)  | Фредди Фигуэра · Эквадор      | Гектор Бермудес · Аргентина                   | Франциско Солис · Чили                       |

### Женщины
| Категория              | Золото                      | Серебро                        | Бронза                         |
| ---------------------- | --------------------------- | ------------------------------ | ------------------------------ |
| Суперлёгкая (до 48 кг) | Паула Парето · Аргентина    | Кэйси Перафан · Аргентина      | Лус Альварес · Колумбия        |
| Суперлёгкая (до 48 кг) | Паула Парето · Аргентина    | Кэйси Перафан · Аргентина      | Эдна Каррильо · Мексика        |
| Полулёгкая (до 52 кг)  | Джессика Перейра · Бразилия | Анджелика Дельгадо · США       | Екатерина Гуица · Канада       |
| Полулёгкая (до 52 кг)  | Джессика Перейра · Бразилия | Анджелика Дельгадо · США       | Лус Ольвера · Мексика          |
| Лёгкая (до 57 кг)      | Кристина Дегучи · Канада    | Тамирес Крудэ · Бразилия       | Джессика Климкейт · Канада     |
| Лёгкая (до 57 кг)      | Кристина Дегучи · Канада    | Тамирес Крудэ · Бразилия       | Мириам Ропер · Панама          |
| Полусредняя (до 63 кг) | Мэёлин дель Торо · Куба     | Катрин Бошмен-Пинар · Канада   | Анриквелис Барриос · Венесуэла |
| Полусредняя (до 63 кг) | Мэёлин дель Торо · Куба     | Катрин Бошмен-Пинар · Канада   | Алексия Кастильос · Бразилия   |
| Средняя (до 70 кг)     | Юри Альвеар · Колумбия      | Эльвисмар Родригес · Венесуэла | Оникс Кортес · Куба            |
| Средняя (до 70 кг)     | Юри Альвеар · Колумбия      | Эльвисмар Родригес · Венесуэла | Келита Зупанчич · Канада       |
| Полутяжёлая (до 78 кг) | Калиема Антомарчи · Куба    | Карен Леон · Венесуэла         | Диана Бренес · Коста-Рика      |
| Полутяжёлая (до 78 кг) | Калиема Антомарчи · Куба    | Карен Леон · Венесуэла         | Ванесса Чала · Эквадор         |
| Тяжёлая (свыше 78 кг)  | Идалис Ортис · Куба         | Соуза, Беатрис · Бразилия      |                                |

### Смешанные командные соревнования
| Команды           | Золото | Серебро  | Бронза    |
| ----------------- | ------ | -------- | --------- |
| Смешанные команды | Куба   | Бразилия | Перу      |
| Смешанные команды | Куба   | Бразилия | Венесуэла |

## Медальный зачёт
*   Принимающая страна (Коста-Рика)
| Место           | Страна                   | Золото | Серебро | Бронза | Всего |
| --------------- | ------------------------ | ------ | ------- | ------ | ----- |
| 1               | Куба                     | 6      | 3       | 4      | 13    |
| 2               | Канада                   | 3      | 1       | 3      | 7     |
| 3               | Бразилия                 | 2      | 4       | 2      | 8     |
| 4               | Эквадор                  | 2      | 0       | 1      | 3     |
| 5               | Аргентина                | 1      | 2       | 0      | 3     |
| 6               | Колумбия                 | 1      | 0       | 1      | 2     |
| 7               | Венесуэла                | 0      | 2       | 3      | 5     |
| 8               | Доминиканская Республика | 0      | 2       | 1      | 3     |
| 9               | США                      | 0      | 1       | 6      | 7     |
| 10              | Мексика                  | 0      | 0       | 2      | 2     |
| 10              | Перу                     | 0      | 0       | 2      | 2     |
| 12              | Коста-Рика*              | 0      | 0       | 1      | 1     |
| 12              | Панама                   | 0      | 0       | 1      | 1     |
| 12              | Пуэрто-Рико              | 0      | 0       | 1      | 1     |
| 12              | Чили                     | 0      | 0       | 1      | 1     |
| Всего стран: 15 | Всего стран: 15          | 15     | 15      | 29     | 59    |